# Подсулішка
Подсулішка (пол. Podsuliszka) — село в Польщі, у гміні Скаришев Радомського повіту Мазовецького воєводства.
Населення — 248 осіб (2011).
У 1975-1998 роках село належало до Радомського воєводства.

## Демографія
Демографічна структура станом на 31 березня 2011 року:
|          | Загалом | Допрацездатний вік | Працездатний вік | Постпрацездатний вік |
| -------- | ------- | ------------------ | ---------------- | -------------------- |
| Чоловіки | 137     | 29                 | 97               | 11                   |
| Жінки    | 111     | 19                 | 70               | 22                   |
| Разом    | 248     | 48                 | 167              | 33                   |